# Phân họ Bông tai

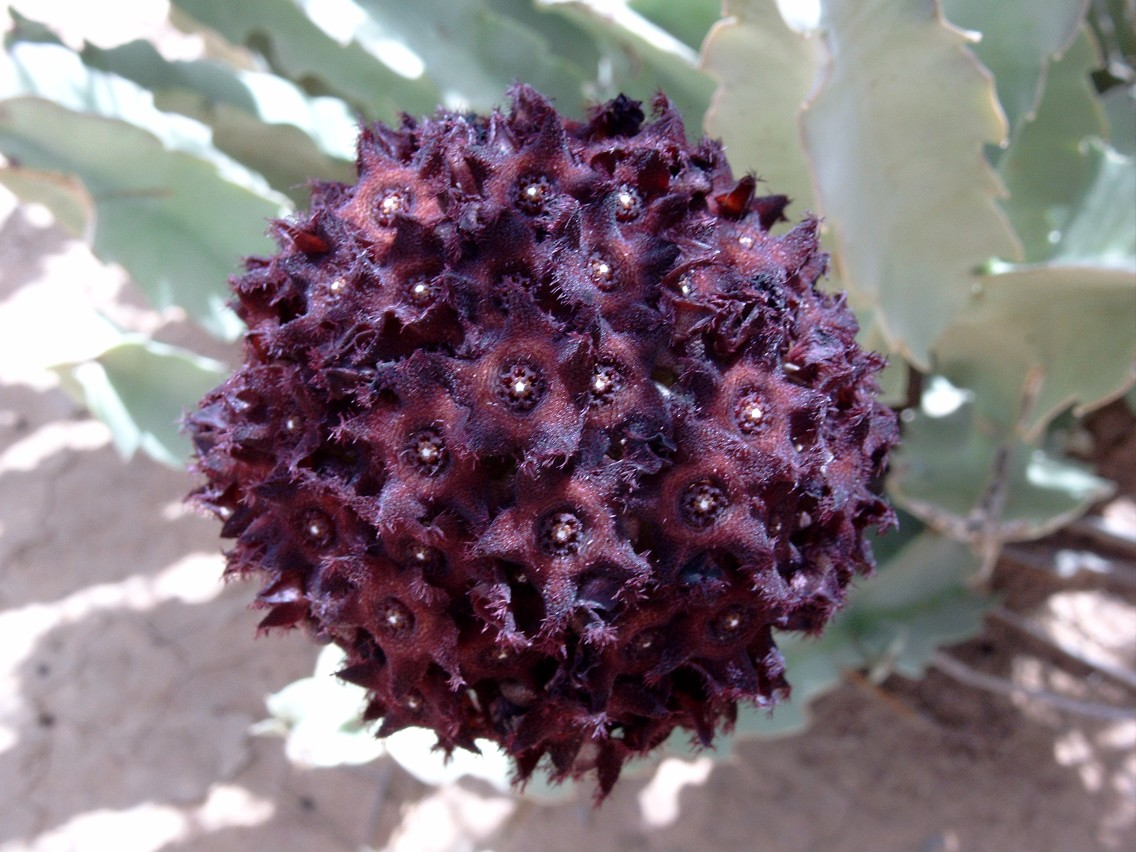
Caralluma acutangula

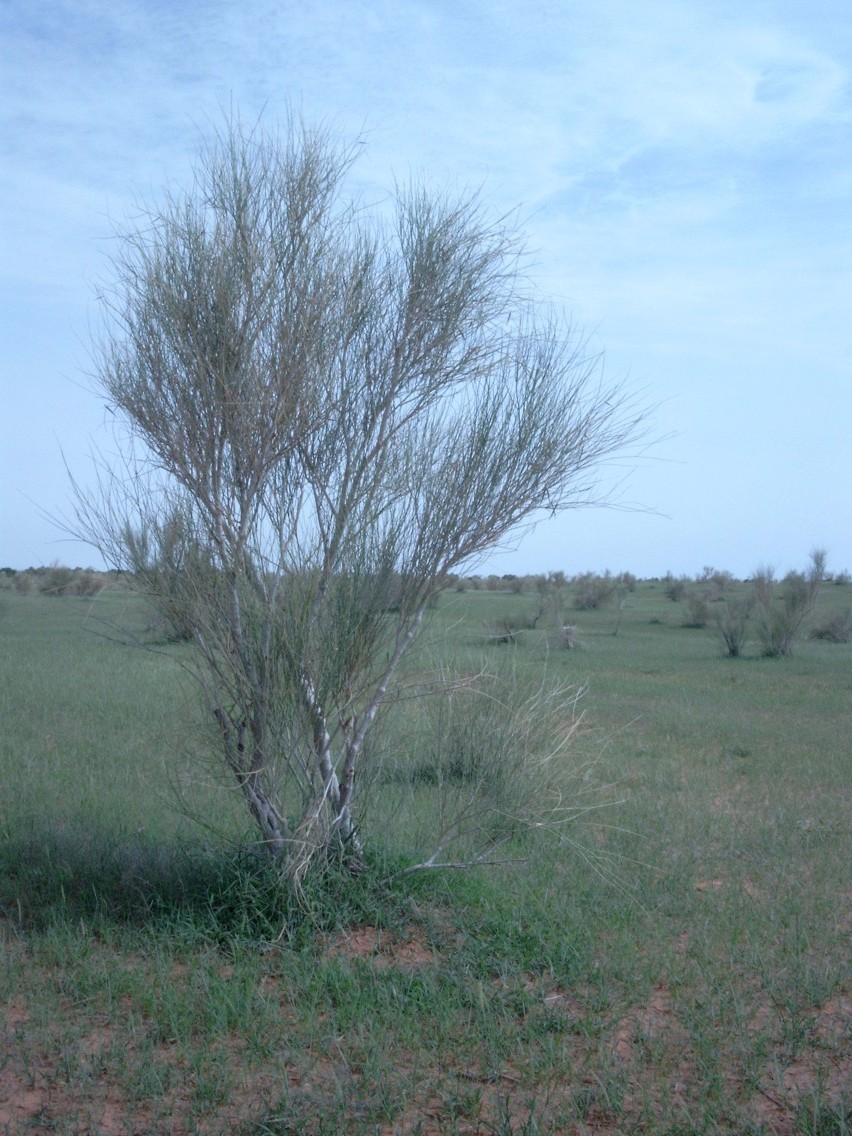
Leptadenia pyrotechnica

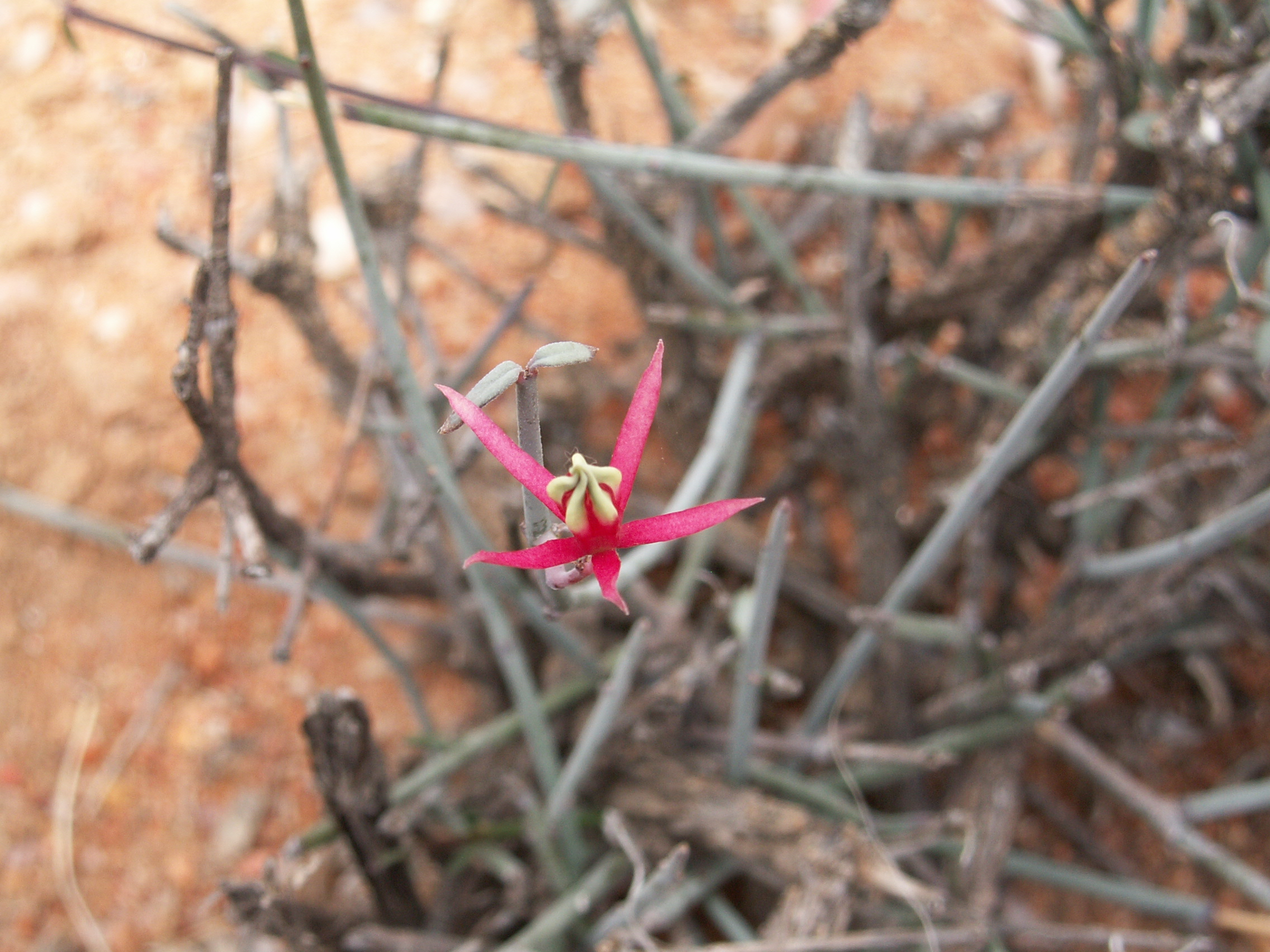
Microloma calycinum, Richtersveld

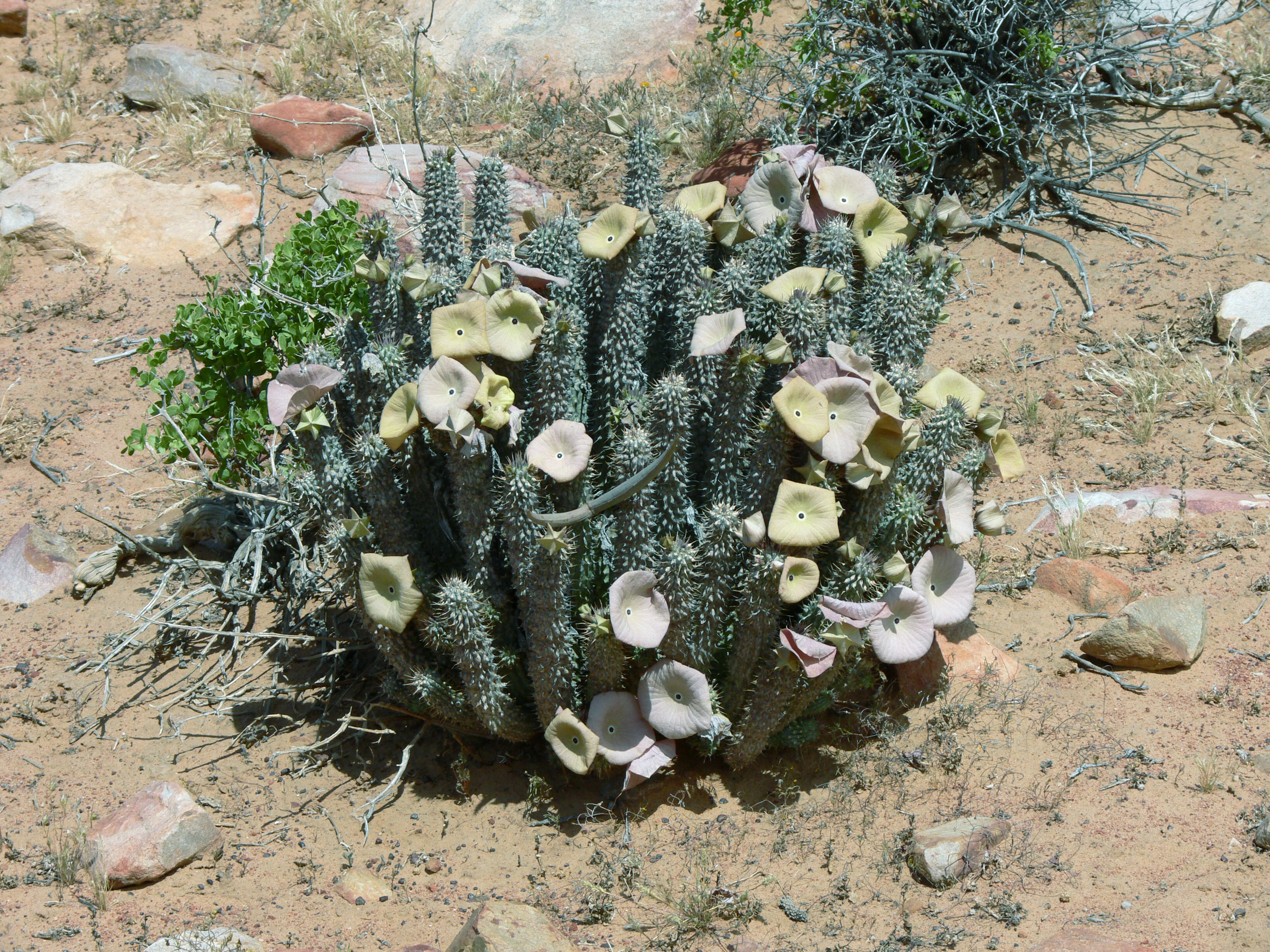
Hoodia gordonii

Theo phân loại của APG II, thì họ thực vật trước đây Asclepiadaceae (các tài liệu về thực vật bằng tiếng Việt gọi là họ Thiên lý hay họ Thiên lí, theo tên gọi của cây thiên lý (Telosma cordata)), hiện nay được coi là một phân họ với danh pháp khoa học Asclepiadoideae trong họ La bố ma (Apocynaceae, Bruyns, 2000). Trong Wikipedia, trong cố gắng tuân thủ quy tắc đặt tên gọi theo chi điển hình là chi Asclepias nên gọi họ Asclepiadaceae là họ Bông tai và phân họ Asclepiadoideae là phân họ Bông tai mà không dùng tên họ Thiên lý hay phân họ Thiên lý, mặc dù điều này cũng không sai.
(Phân) họ này tạo thành một nhóm các loài cây thường xanh chủ yếu là cây thân thảo, cây bụi dạng dây leo hay dây leo và có rất ít cây thân gỗ nhưng đáng chú ý là nó còn chứa một lượng đáng kể các loại cây thân mọng nước nhưng không có lá, tất cả đều thuộc về bộ Long đởm (Gentianales). Tên gọi khoa học của (phân) họ này có từ tên khoa học của chi điển hình là Asclepias.
Theo APG trong phân họ này có 214 chi, với khoảng 2.365 loài. Chúng chủ yếu phân bổ ở khu vực nhiệt đới và cận nhiệt đới, đặc biệt là ở châu Phi và Nam Mỹ.
Phân tông Stapeliinae trong (phân) họ này chứa các chi có thân cây mọng nước như Huernia, Stapelia và Hoodia. Chúng đáng chú ý vì có cơ chế phức tạp mà chúng đã phát triển để thụ phấn, nó giống với cơ chế tương tự của họ Orchidaceae không có quan hệ họ hàng gì, đặc biệt trong việc kết hợp các hạt phấn hoa thành khối phấn. Mùi hương từ các hoa, thường được gọi là "mùi thịt thối" hấp dẫn một số các loài côn trùng đến để thụ phấn cho hoa.
Nhiều loại cây lai ghép đã được tạo ra do phương pháp thụ phấn duy nhất của các hoa.

## Tông và phân tông
Phân họ Bông tai
- Tông Asclepiadeae
  - Phân tông Asclepiadinae
  - Phân tông Astephaninae
  - Phân tông Cynanchinae
  - Phân tông Diplolepinae
  - Phân tông Gonolobinae
  - Phân tông Metastelmatinae
  - Phân tông Orthosiinae
  - Phân tông Oxypetalinae
  - Phân tông Pentacyphinae
  - Phân tông Tassadiinae
  - Phân tông Tylophorinae
- Tông Ceropegieae
  - Phân tông Anisotominae
  - Phân tông Heterostemminae
  - Phân tông Leptadeniinae
  - Phân tông Stapeliinae
- Tông Eustegieae: 2 chi Emicocarpus và Eustegia.
- Tông Fockeeae: 2 chi Cibirhiza và Fockea.
- Tông Marsdenieae: 28 chi Anatropanthus - Anisopus - Asterostemma - Campestigma - Cathetostemma - Cionura - Cosmostigma - Dischidanthus - Dischidia - Dolichopetalum - Dregea - Gongronema - Gunnessia - Gymnema - Heynella - Hoya - Jasminanthes - Lygisma - Marsdenia - Oreosparte - Pycnorhachis - Rhyssolobium - Sarcolobus - Stephanotis - Stigmatorhynchus - Telosma - Treutlera - Wattakaka.

## Các chi

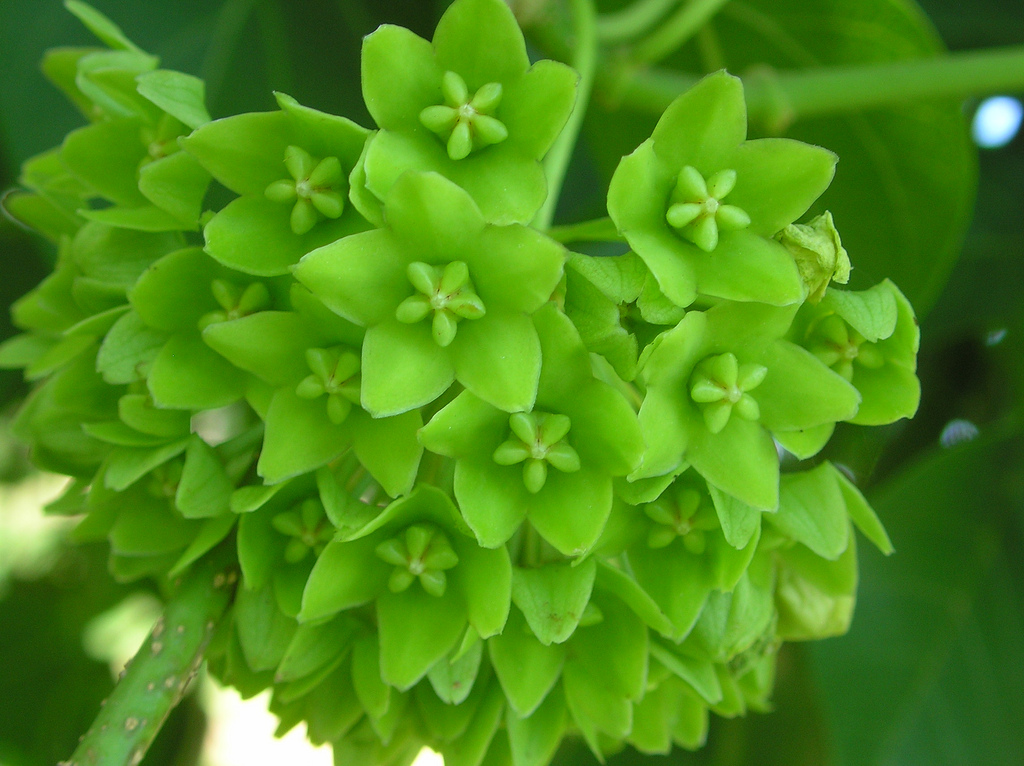
Wattakaka volubilis

| - Absolmsia - Adelostemma - Aidomene - Amblyopetalum - Amblystigma - Anatropanthus - Anisopus - Anisotoma - Anomotassa - Araujia - Asclepias - Aspidoglossum - Astephanus - Barjonia - Belostemma - Bidaria - Biondia - Blepharodon - Blyttia - Brachystelma - Calotropis - Campestigma (Kiền) - Caralluma - Ceropegia (Rau kem hay Điếu đăng hoa) - Cibirhiza - Cionura - Clemensiella - Conomitra - Cordylogyne - Corollonema - Cosmostigma (Tinh thư hay Cầu nhị) - Costantina - Cyathostelma - Cynanchum (Sát khuyển) - Dactylostelma - Dalzielia - Decabelone - Decanema - Decanemopsis - Dicarpophora - Diplolepis - Diplostigma - Dischidanthus (Song sang) - Dischidia - Ditassa - Dittoceras - Dolichopetalum - Dolichostegia - Dorystephania - Dregea (Bù ốc) - Drepanostemma - Duvalia - Duvaliandra - Echidnopsis (Bò cạp) - Edithcolea - Emicocarpus - Emplectranthus - Eustegia - Fanninia | - Fischeria - Fockea - Folotsia - Frerea - Funastrum - Genianthus (Tu hoa) - Glossonema - Glossostelma - Gomphocarpus - Gongronema - Gonioanthelma - Goniostemma - Gonolobus - Graphistemma - Gunnessia - Gymnanthera - Gymnema (Lõa ti, Rau máu hay Dây thìa canh) - Gymnemopsis (Lõa tơ) - Harmandiella (Hát măng) - Hemipogon - Heterostemma (Dị hùng) - Heynella - Hickenia - Holostemma - Hoodia - Hoya - Hoyella - Huernia (Đồng tử) - Huerniopsis - Hypolobus - Ischnostemma - Jacaima - Janakia - Jobinia - Kanahia - Karimbolea - Kerbera - Labidostelma - Lagoa - Lavrania - Leichardtia - Leptadenia - Lhotzkyella - Lugonia - Lygisma (Cầu thư) - Macroditassa - Macropetalum - Macroscepis - Mahafalia - Mahawoa - Manothrix - Margaretta - Marsdenia - Matelea - Melinia - Meresaldia - Merrillanthus (Merin Hải Nam) - Metaplexis - Metastelma | - Micholitzea - Microdactylon - Microloma - Microstelma - Miraglossum - Mitostigma - Morrenia - Nautonia - Nematostemma - Neoschumannia - Nephradenia - Notechidnopsis - Odontanthera - Odontostelma - Oncinema - Oncostemma - Ophionella - Orbea - Orbeanthus - Orbeopsis - Oreosparte - Orthanthera - Orthosia - Oxypetalum - Oxystelma (Cù mai) - Pachycarpus - Pachycymbium - Papuastelma - Parapodium - Pectinaria - Pentabothra - Pentacyphus - Pentarrhinum - Pentasachme - Pentastelma - Pentatropis (Ngũ hướng) - Peplonia - Pergularia - Periglossum - Petalostelma - Petopentia - Pherotrichis - Piaranthus - Platykeleba - Pleurostelma - Podandra - Podostelma - Prosopostelma - Pseudolithos - Ptycanthera - Pycnoneurum - Pycnorhachis - Quaqua - Quisumbingia - Raphistemma - Rhyncharrhena - Rhynchostigma - Rhyssolobium - Rhyssostelma | - Rhytidocaulon - Riocreuxia - Rojasia - Sarcolobus (Dây cám) - Sarcostemma - Schistogyne - Schistonema - Schizoglossum - Schubertia - Scyphostelma - Secamone (Rọ hay Tụ hoa) - Secamonopsis - Seshagiria - Sisyranthus - Solenostemma - Sphaerocodon - Spirella (Luân) - Stapelia (Sao tím) - Stapelianthus - Stapeliopsis - Stathmostelma - Steleostemma - Stelmagonum - Stelmatocodon - Stenomeria - Stenostelma - Stigmatorhynchus - Streptocaulon - Strobopetalum - Stuckertia - Swynnertonia - Tassadia - Tavaresia (Sên) - Telminostelma - Telosma - Tenaris - Tetracustelma - Tetraphysa - Thozetia - Toxocarpus (Tiễn quả) - Treutlera - Trichocaulon - Trichosacme - Trichosandra - Tridentea - Tromotriche - Tweedia - Tylophora (Đầu đài) - Tylophoropsis - Vailia - Vincetoxicopsis (Thắng độc) - Vincetoxicum - Voharanga - Vohemaria - White-Sloanea - Widgrenia - Woodia - Xysmalobium |